# St.-Margaretha-Kapelle (Dorweiler)

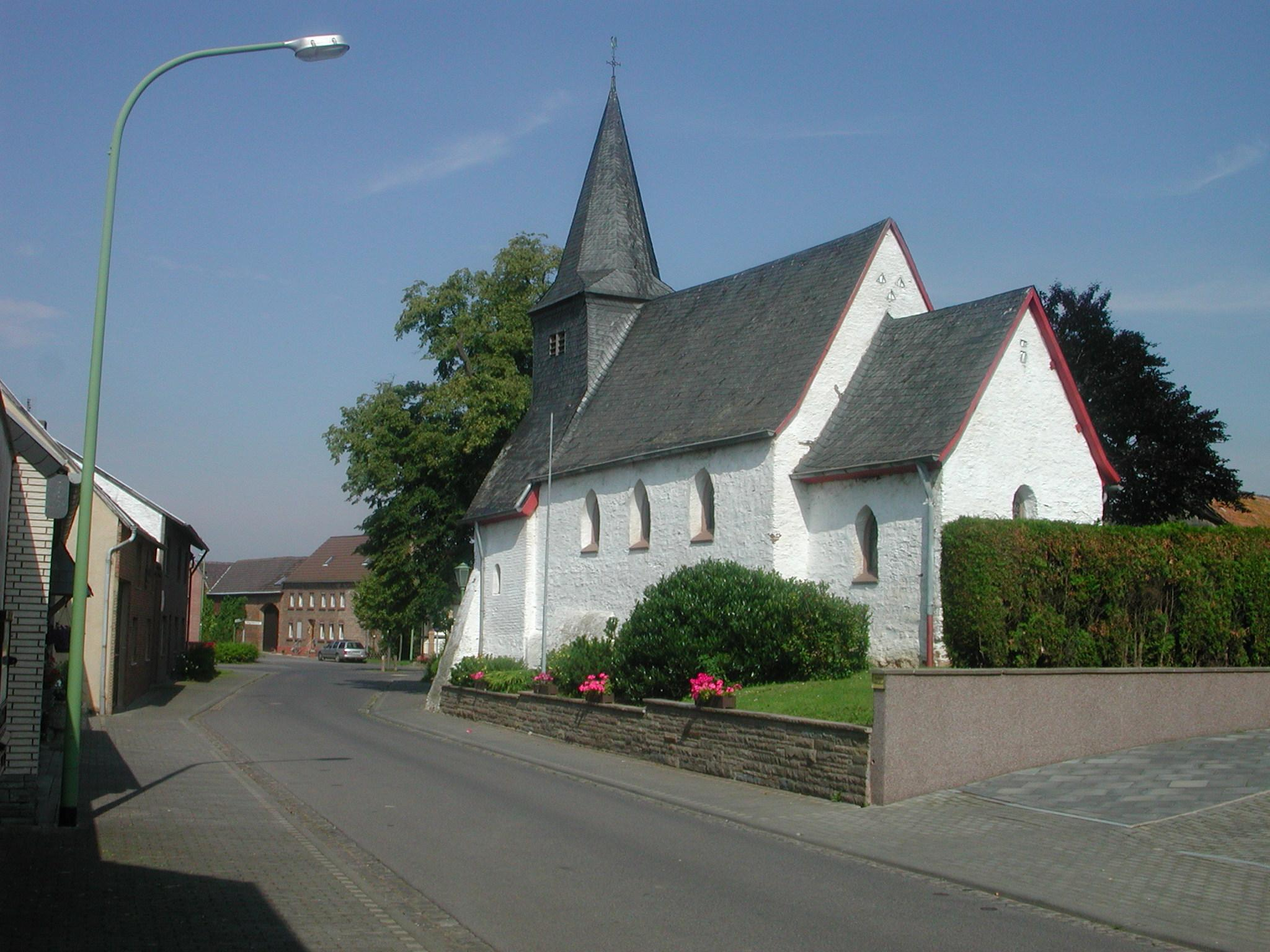
Die St. Margaretha Kapelle

Die St.-Margaretha-Kapelle befindet sich in Dorweiler, einem Ortsteil der Gemeinde Nörvenich im Kreis Düren (Nordrhein-Westfalen). Die Kapelle steht in der Ortsmitte.
Sie gehört zum Kirchspiel Hochkirchen.

## Geschichte
Die Kapelle wird mit ihren frühesten Bauteilen von den Bauhistorikern in das 11. Jahrhundert datiert. Für die Mitte des 12. Jahrhunderts werden Um- und Ausbauarbeiten angenommen, z. B. die Errichtung des Chores. Das jetzt weiß geschlämmte Mauerwerk besteht aus Buntsandstein und Ziegelsteinen, darunter auch römisches Material sowie Tuffstein aus der Gegend von Maria Laach.
Dem dreiachsigen Schiff ist nach Osten ein eingezogener Chor und nach Westen ein Kirchenschiff vorgebaut, in dem sich heute die rotsandsteinumrandete Eingangstür befindet. Die zuletzt durchgeführten Renovierungsarbeiten haben fast 20 Jahre gedauert und wichtige Erkenntnisse zur Baugeschichte gebracht.
1953 wurde mit den dringend notwendigen Arbeiten begonnen, die sich bis in die Mitte der 1970er Jahre hinzogen. Das Gebäude befand sich damals in einem desolaten Zustand. Schon kurz vor dem Zweiten Weltkrieg musste die Turmhaube, die sich zur Straßenseite hin geneigt hatte, auf Anordnung der Baubehörden abgebrochen werden. Wohl wegen des Mangels an Fachkräften und Baumaterial während der Kriegs- und Nachkriegszeit wurde er zunächst nicht wieder erneuert.
Bei einem Artilleriebeschuss am 23. Februar 1945 ist das Dach schwer beschädigt und später notdürftig mit Blechplatten abgedeckt worden. Das gesamte Bauwerk war durchfeuchtet. Erst 1959 wurde beim Ausheben eines Drainagegrabens festgestellt, dass keine Fundamente vorhanden waren. In der fensterlosen Nordwand des Schiffes befanden sich drei vermauerte romanische Rundbogen mit einfachen Kämpfern aus rotem Sandstein eines ehemaligen romanischen Seitenschiffes, das wohl bei den gotischen Veränderungen der Kapelle aufgegeben wurde und dessen Fundamente beim Aufgraben des Bodens zu Tage traten.
Die Arkadenbogen wurden geöffnet und auf der Stelle der alten Fundamente ein schmales Seitenschiff errichtet und unter ein vom Schiff her tief abgeschlepptes Dach angebracht. So entstand die erwünschte Sakristei mit rundbogiger Decke und entsprechender Ausstattung, sowie eine kleine Beichtnische mit Einbauschrank, die vom Schiff her zugänglich ist. Der fehlende Helm über der Glockenstube wurde wieder aufgesetzt und mit einem Turmhahn bekrönt. Alles Dachwerk bekam eine neue Verschieferung in altdeutscher Deckung. Diese Arbeiten wurden 1953 ausgeführt.
Beim Aufbau des Helmes über der Glockenstube zeigte es sich, dass der Turmunterbau ursprünglich aus Fachwerk bestanden hatte, das später beidseitig ummauert worden war. Das eingemauerte Fachwerk war völlig vermodert. Die entstandenen Hohlräume mussten aus statischen Gründen mit Zementmilch ausgespritzt werden.
Nach längerer Pause begannen 1956 weitere Renovierungsarbeiten. Die Schulchronik berichtet über die Erkenntnisse bei den Arbeiten im Jahre 1956, dass zwischen dem ersten und zweiten Fenster, von der Straßenseite aus, ein alter rundbogiger Eingang zur Kapelle bestanden haben muss, wie beim Abschlagen des Verputzes sichtbar wurde. Innen befanden sich an dieser Stelle zwei mächtige, aber jetzt morsche Eichenbalken, die entfernt wurden. Die Laibung des Türbogens und die Holzpfosten waren ursprünglich bemalt. Die Motive sind aber nicht mehr rekonstruierbar. Dieses Portal war vermauert. Ein neuer Eingang, ebenfalls rundbogig, war unmittelbar neben dem Turm zur Straßenseite gebrochen und später ebenfalls geschlossen worden, wohl als das Portal in den Turm verlegt wurde.
Der alte Fachwerkturm war vom Schiff getrennt. Eine Verbindung vom Turm zum Schiff ist nicht mehr feststellbar. Erst bei der Ummantelung des Fachwerks mit Feldbrandziegeln wurden Turm und Schiff miteinander verbunden.
Mit dem Turmbau muss das Dach geändert worden sein. Die alten Satteldächer über Schiff und Chor sind gotische Zimmermannsarbeit. An den beiden Giebeln ist noch im Turminnern der Verlauf der flachgeneigten früheren romanischen Satteldächer deutlich erkennbar. Bei den Arbeiten 1956 bekamen die Fenster neue Steineinfassungen; im Chor wurde ein vermauertes, rundbogiges Fenster mit gotischem Maßwerk wieder geöffnet. Der Fußboden erhielt einen Blausteinbelag. Der Turm erhielt damals einen neuen Treppenaufgang zu der ebenfalls erneuerten Empore. Für die Brüstung konnte die Kommunionbank mit den gedrechselten Holzbalustern verwendet werden.
Alle Fenster bekamen neues, mundgeblasenes Glas. Das Ostfenster im Chor wurde 1974 mit farbigem Glas in leuchtenden Farben versehen. Gleichzeitig wurde das Turmfenster mit einer farbigen Darstellung des hl. Hubertus eingebaut.
Von der rustikalen Renaissance-Bestuhlung aus Eichenholz hat eine Bank auf der Armlehne ein eingeschnittenes Christusmonogramm mit einer Hausmarke und der Beschriftung ANNO 1779 PETER MUNSTER VND MARIA FVS SEINE HAVSFRAW.
Um 1600 ist das spätbarocke Altarbild entstanden. Es ist 1986 von der Firma Heiberg in Bedburg restauriert worden und hat seitdem wieder seinen angestammten Platz als Altarbild. Für einige Jahrzehnte war es an der Südwand der Kapelle aufgehängt worden.
Das Bild zeigt eine Kreuzigungsgruppe, darüber Gottvater mit der Heiliggeisttaube, rechts steht die Kapellenpatronin St. Margaretha mit dem Kreuzstab, mit dem sie nach der Legende in den Drachen gestoßen hat. Links der Pfarrpatron Margareta von Schottland, vor ihm kniet der Stifter des Bildes in Praemonstratenser Ordenskleidung.
Die Kapelle wurde am 12. März 1985 in die Denkmalliste der Gemeinde Nörvenich unter Nr. 6 eingetragen.

## Dankzeichen
In der Kapelle werden 35 Votivgaben (Dankzeichen) aus dem 18. und beginnenden 19. Jahrhundert aufbewahrt, nämlich 5 Augenpaare, 1 Einzelauge, 20 Herzen und 9 Kreuze.
In alter Zeit wurde die hl. Margaretha in Dorweiler von Augenkranken angerufen, schwangere Frauen erbaten ihre Fürbitte. Nach Gebetserhörungen stifteten die Geheilten und Erhörten mit den Votivgaben ein für alle sichtbares Geschenk für die Heilige.
Koordinaten: 50° 47′ 34,2″ N, 6° 40′ 34,8″ O